# Бюша, Жорж
Жорж Бюша (фр. Georges Beuchat) (1910 — 1992) — французский изобретатель, дайвер, бизнесмен, один из пионеров подводного плавания и основатель компании Beuchat.
В течение всей своей жизни Жорж Бюша никогда не прекращал разработку снаряжения, которое существенно облегчило работу под водой. Многие из его изобретений и усовершенствований вошли в историю, в том числе надводный буй в 1948 году, первая спускаемая подводная камера в 1950 году, первый изотермический гидрокостюм в 1953 году и первые ласты с отверстиями (Jetfins) в 1964 году.

## История развития Beuchat
- 1947: гарпун Tarzan
- 1948: надводный буй
- 1950: спускаемая камера Tarzan
- 1950: мягкое покрытие Tarzan
- 1953: первый изотермический гидрокостюм
- 1958: компенсатор (однооконная маска)
- 1963: гидрокостюм Tarzan
- 1964: ласты JetFin (первые ласты с отверстием)
- 1964: регулятор Souplair
- 1975: гарпун Marlin
- 1978: регулятор Atmos

## Заслуги
- В 1961 году Жорж Бюша получил награду за экспорт.